# أرنولد إيرهارد
أرنولد إيرهارد (بالألمانية: Arnold Ehrhardt)‏ هو أستاذ جامعي ألماني، ولد في 14 مايو 1903 في كونيغسبرغ في الإمبراطورية الروسية، وتوفي في 18 مارس 1965 في مانشستر في المملكة المتحدة.